# 道の駅四万十大正
道の駅四万十大正（みちのえき しまんとたいしょう）は、高知県幡多郡四万十町大正にある国道381号の道の駅である。
平成11年度手づくり郷土賞受賞。

## 施設
- 駐車場
  - 普通車：50台
  - 大型車：1台
  - 身障者用：3台
- トイレ
  - 男：大 4器（3器）、小 5器（3器）
  - 女：5器（3器）
  - 身障者用：2器（1器）

※（）内は、24時間利用可能
- 公衆電話
- レストラン
- 特産品販売所
- 大正町郷土資料館
- 公衆無線LAN

## 休館日
- 12月31日 - 1月2日

## アクセス
- 国道381号 - 登録路線
- 国道439号重複

## 周辺
- 四万十川
- リバーパーク轟